# Zethenia didyma
Zethenia didyma är en fjärilsart som beskrevs av Eugen Wehrli 1940. Zethenia didyma ingår i släktet Zethenia och familjen mätare. Inga underarter finns listade i Catalogue of Life.